# Dobrovodî, Monastîrîska
Dobrovodî (în ucraineană Доброводи) este o comună în raionul Monastîrîska, regiunea Ternopil, Ucraina, formată numai din satul de reședință.

## Demografie
Componența lingvistică a comunei Dobrovodî
     Ucraineană (99,59%)
     Alte limbi (0,41%)
Conform recensământului din 2001, majoritatea populației comunei Dobrovodî era vorbitoare de ucraineană (99,59%), existând în minoritate și vorbitori de alte limbi.